# Énergie en Israël
Le secteur de l' énergie en Israël est marqué par la prépondérance des énergies fossiles qui fournissent 99,5 % de la consommation d'énergie primaire en 2018 et 90 % de l'électricité du pays en 2021. Les découvertes de gisements de gaz naturel en mer ont permis de ramener la part du charbon de 80 % à 20 % et le pays compte l'éliminer d'ici 2025 en portant la part des énergies renouvelables de 10 % à 30 %.

## Histoire
L'exploration pétrolière commence en 1947 dans la région d'Heletz (en) (Hof Ashkelon), dans la plaine côtière du sud.
La première découverte, Heletz-I, en 1955, est suivie de la découverte et du développement de quelques petits puits à Kokhav, Brur, Ashdod et Zuk Tamrur en 1957.
Le champ combiné Heletz-Brur-Kokhav a produit un total de 17,2 millions de barils, quantité négligeable par rapport à la consommation nationale.
Depuis le début des années 1950, 480 puits de pétrole et de gaz, terrestres et offshore ont été forés en Israël, dont la plupart n'ont pas abouti à un succès commercial.
En 1958-1961, plusieurs petits gisements de gaz ont été découverts dans le sud du désert de Judée.
De la guerre des Six Jours jusqu'au traité de séparation égyptien en 1975, Israël a produit de grandes quantités de pétrole à partir du champ pétrolifère d'Abu Rodes dans le Sinaï.
En 1951, les États arabes accusent les intérêts pétroliers américains en Arabie saoudite de vendre du pétrole aux gouvernements d'Amérique centrale qui alors contournent le blocus arabe contre Israël en revendant le pétrole à la raffinerie de Haïfa.
Au moment de la Révolution iranienne (1979) et de la crise des otages américains en Iran (1979-1981), Marc Rich (de la société Glencore) achète du pétrole à l'Iran et le revend à l'Afrique du Sud et à Israël, ce qui lui vaut d'être poursuivi pour "commerce avec l'ennemi" et "violation d'embargo" (contre l'Iran), par un grand jury fédéral américain, le 19 septembre 1983. Marc Rich, pourchassé pendant une dizaine d'années par le FBI, est gracié par Bill Clinton en 2001 : voir Daniel Ammann (en), The King of Oil (en) (2009) et Relations entre l'Iran et Israël.

## Pétrole
Jusqu'en 2003, Israël n'a jamais produit d'hydrocarbures en quantité significative. La seule exception est la période où Israël occupait le Sinaï, entre la guerre des Six Jours et les accords de Camp David, pendant cette période Israël exploitait les gisements de pétrole de la péninsule, en tirant quelque 92 000 barils/jours couvrant les deux tiers de la demande de l'État hébreu. Depuis la fin de cette occupation, Israël importait pratiquement 100 % de son pétrole. Son principal fournisseur fut longtemps la Russie (avec le Kazakhstan et l'Azerbaïdjan),.
Mais en 2015, selon le Financial Times, Israël importait 77 % de son pétrole de manière indirecte du Kurdistan irakien via des revendeurs tiers, et le reste de Russie, d'Azerbaïdjan et du Kazakhstan.
Israël possède deux raffineries à Haïfa et Ashdod.

## Gaz naturel
Israël dispose d'importantes ressources de gaz naturel en mer, découvertes récemment. La première découverte fut le gisement Mari-B, de taille modeste et proche de la côte au large d'Ashkelon, qui commença à produire en 2003.
Noa, le premier gisement découvert en 1999, à 30 kilomètres des côtes au sud face à Gaza, avait une capacité limitée de 7 Gm3 (milliards de mètres cubes). Dix ans plus tard a été découvert le gisement Tamar 2 (317 Gm3), à 120 km au large de Haïfa, en 2010 celui de Léviathan (605 Gm3), et en 2012-2013 les gisements de Tanin et Karish (100 Gm3 au total), situés plus au nord. Avec les gisements égyptiens (Zhor, 850 Gm3) et chypriote (Aphrodite, 120 Gm3), le bassin levantin recèle environ 2 000 Gm3, dont la moitié en Israël. Grâce à ces ressources, Israël produit 70 % de son électricité, ramenant la part du charbon à 20 % contre 80 % auparavant, et alimente ses usines de désalinisation d'eau de mer (10 % de la consommation électrique du pays). En 2021, la production est partagée entre un tiers pour la consommation israélienne, un tiers pour l'Égypte et un tiers pour la Jordanie. Sur ses 1 000 Gm3 de réserves, Israël pourrait en exporter 500, dont la moitié pour la région et l'autre pour l'Europe. La Commission européenne a dégagé 70 millions € pour financer les études pour le projet de gazoduc EastMed qui relierait les gisements israéliens et chypriotes avec la Grèce et l'Italie, mais ce projet s'avère trop coûteux (plus de 70 milliards €, trop complexe (il faudrait descendre à 3 km de profondeur) et trop long à construire (4 à 5 ans). La solution des exportations par méthaniers semble préférable. Selon NewMed Energy, d'ici 2024 à 2026, Israël et Chypre pourraient livrer quelque 20 Gm3 par an à l'Europe, soit 13 % du volume du gaz russe importé par l'Europe en 2021.
En mars 2023, BP et ADNOC, la compagnie pétrolière nationale des Émirats Arabes Unis, font une offre de 4 milliards de dollars pour acquérir 50 % du capital de l'énergéticien israélien NewMed Energy, qui détient notamment 45 % du plus grand champ gazier israélien, Leviathan, et 30 % dans le champ Aphrodite, situé dans les eaux chypriotes. Newmed projette de construire une installation flottante de GNL, qui pourrait viser les principaux marchés importateurs, l'Europe et l'Asie.
En août 2025, l'Égypte signe un contrat de 35 milliards de dollars avec la firme israélienne NewMed pour la fourniture jusqu'en 2040 de 130 millions de mètres cubes de gaz naturel extrait du site offshore Leviathan. Ce gisement, exploité depuis 2019, est contrôlé à 45,3 % par NewMed et à 40 % par Chevron et pour 15 % par la firme américaine Ratio Oil. Leviathan a déjà fourni en cinq ans 23,5 millions de mètres cubes de gaz à l'Égypte.

## Charbon
Le charbon, importé, fournit l'essentiel de l'électricité du pays. La centrale électrique la plus importante du pays est la centrale thermique d'Orot Rabin proche d'Haïfa.

## Consommation intérieure d'énergie primaire
En 2018, la consommation intérieure brute d'énergie primaire en Israël atteignait 22,82 Mtep, répartie en 99,5 % de combustibles fossiles (gaz naturel : 39,5 %, pétrole : 39 %, charbon : 21 %) et 2,4 % de solaire et éolien, moins 2,1 % d'exportations d'électricité.

## Électricité
En 2018, la production d'électricité du pays s'élevait à 68,98 TWh, dont 96,9 % tirés des énergies fossiles : gaz naturel 65,9 %, charbon 30,4 %, pétrole 0,5 % ; les énergies renouvelables ne contribuent que pour 3,1 % : solaire photovoltaïque 2,5 %, éolien 0,3 %, autres 0,4 %
En 2020, Israël inaugure sa première centrale de pompage-turbinage au Mont Guilboa (300 MW).
Grâce à ses gisements de gaz qui lui permettent d'assurer 70 % de sa production d'électricité, Israël a ramené la part du charbon de 80 % à 20 % ; les énergies renouvelables contribuent pour 10 %, et selon Karin Elharar, ministre de l'Énergie, le pays éliminera le charbon en 2025 en le remplaçant par des énergies renouvelables. Les usines de désalinisation d'eau de mer consomment 10 % de la production électrique du pays, et le pays a signé deux accords avec la Jordanie et les Émirats arabes unis, consistant à échanger de l'eau contre de l'électricité solaire produite dans le désert jordanien.

## Énergie solaire
Le pays utilise massivement les chauffe-eaux solaires, technologie dont il fut un pionnier. 90 % des logements en sont équipés. Le ministère des infrastructures estime que ces chauffe-eaux solaires économisent deux millions de barils de pétrole par an.
Le pays s'intéresse aussi à la technologie de la centrale solaire thermodynamique. De petits démonstrateurs sont déjà opérationnels en 2018, et deux centrales de grande taille sont en construction en bordure du Néguev sur le site d'Ashalim, totalisant 300 MW. L'une sera basée sur une tour solaire et assortie de batteries Li-ion pour le stockage d'électricité, l'autre utilisera des miroirs cylindro-paraboliques et un stockage par réservoirs de fluide caloporteur.

## Objectifs politiques
Israël a engagé, en vue de résoudre son épineux problème de pollution atmosphérique, une politique volontariste en matière d'énergie : le charbon et certains carburants pétroliers (fioul lourd, essence, gazole) ne devraient plus être utilisés d'ici 2030, au profit d'un usage massif du gaz naturel
. Dès 2025, le charbon devrait être largement remplacé par le gaz pour la production d'électricité, et ne plus en assurer que 10 %.